# Jürgen Bubendey
Jürgen Bubendey (* 23. Mai 1948 in Bielefeld) ist ein deutscher Diplomat im Ruhestand. Zuletzt war er von 2009 bis 2013 Generalkonsul in Mailand.

## Leben
Nach dem Abitur am Aloisiuskolleg in Bonn absolvierte Bubendey zwischen 1967 und 1972 ein Studium der Staats- und Rechtswissenschaften an der Rheinischen Friedrich-Wilhelms-Universität Bonn, in dessen Verlauf er längere Studien- und Erfahrungsaufenthalte in verschiedenen afrikanischen Ländern unternahm. 1972 legte er sein Erstes Juristisches Staatsexamen ab und befand sich während der darauf folgenden Referendarzeit bis 1975 in Aachen, Köln und Bonn, wo er zeitweise beim Deutschen Bundestag zusätzlich Wissenschaftlicher Assistent war.
Nach der Ablegung des Zweiten Juristischen Staatsexamens wurde er 1976 Mitarbeiter im Bundesministerium für Arbeit und Sozialordnung, wo er bis 1983 Redenschreiber sowie persönlicher Referent des Staatssekretärs war. Während dieser Zeit war er 1978 für eine Tätigkeit bei einer Fraktion des Deutschen Bundestages beurlaubt.
1983 wechselte Bubendey in den Auswärtigen Dienst und fand bis 1987 zunächst Verwendung an der Botschaft in Italien sowie danach bis 1989 an der Botschaft im Irak. Während dieser Zeit wurde ihm das Bundesverdienstkreuz verliehen.
Nach seiner Rückkehr wurde er 1989 Referent im Auswärtigen Amt im Referat für Verfassungs- und Verwaltungsrecht und danach 1992 Leiter der Rechts- und Konsularabteilung des Generalkonsulats in New York City, ehe er zwischen 1996 und 2000 stellvertretender Leiter des Referats für Verfassungs- und Verwaltungsrecht im Auswärtigen Amt war.
Zwischen 2000 und 2004 war Bubendey Generalkonsul in Neapel und danach Ständiger Vertreter des Botschafters im Irak sowie von 2006 bis 2009 Leiter eines Referats in der Abteilung für Vereinte Nationen und Globale Fragen und dann Leiter des Referats für Verfassungs- und Verwaltungsrecht im Auswärtigen Amt.
Ab dem 20. Juli 2009 war er, als Nachfolger von Axel Hartmann, der Botschafter in der Slowakei wurde, Generalkonsul in Mailand. Dieses Amt hatte er bis zu seinem Eintritt in den Ruhestand im Juni 2013 inne.
Ehrenamtlich war Bubendey unter anderem in der Deutschen Stiftung für Internationale Rechtliche Zusammenarbeit (IRZ-Stiftung) tätig. Im Jahr 2018 war er unter anderem Mitglied des Beirats des Nah- und Mittelost Vereins.